# 約瑟芬 (阿拉巴馬州)
約瑟芬（英語：Josephine）是一個位於美國阿拉巴馬州鮑德溫縣的非建制地區。該地的面積和人口皆未知。

## 地理
約瑟芬的座標為30°19′36″N 87°31′52″W / 30.326667°N 87.531111°W，而該地最高點為海拔高度3米（即10英尺）。